# ゴルラ・ミノーレ
ゴルラ・ミノーレ（伊: Gorla Minore）は、イタリア共和国ロンバルディア州ヴァレーゼ県にある、人口約8,100人の基礎自治体（コムーネ）。

## 地理

### 位置・広がり

#### 隣接コムーネ
隣接するコムーネは以下の通り。括弧内のCOはコモ県、MIはミラノ県所属を示す。
- チズラーゴ
- ゴルラ・マッジョーレ
- マルナーテ (Marnate)
- モッツァーテ (CO)
- オルジャーテ・オローナ
- レスカルディーナ (MI)
- ソルビアーテ・オローナ

### 地震分類
イタリアの地震リスク階級 (it) では、4 に分類される
。

## 行政

### 分離集落
ゴルラ・ミノーレには、以下の分離集落（フラツィオーネ）がある。
- Prospiano, Del Vacchè, Fontanile